# Ippari
Il fiume Ippari è un corso d'acqua della Sicilia sud-orientale, lungo 28 chilometri.
Il fiume ha origine dal monte Serra di Burgio, a circa 800 m s.l.m., e passa sotto Chiaramonte Gulfi, costeggia Comiso e Vittoria, e nella parte finale segna il confine tra i comuni di Vittoria e Ragusa. Sfocia nel Mar Mediterraneo tra Scoglitti e Punta Braccetto.
Il suo nome risale al periodo greco e sembra derivi dall'antica leggenda del pastorello Ippari innamorato della ninfa Camarina; infatti la più antica citazione oggi nota è quella contenuta nell'opera Olimpia del poeta greco, del V secolo a.C., Pindaro.
La sua portata, oggi molto ridotta, sembra essere stata invece notevole nell'antichità, in quanto la zona, ricca di boschi e d'acqua, risulta ricca di insediamenti abitativi. Ancora nel Cinquecento vennero costruiti lungo il suo corso numerosi mulini ad acqua, secondo quanto riferito da Tommaso Fazello. Presso la foce formava un bacino lacustre naturale chiamato lago di Camarina, spesso paludoso a causa della poca profondità, ma oggi asciutto.
Sempre presso la foce si trova il sito archeologico dell'antica città di Kamarina, il cui porto canale era proprio l'estuario dell'Ippari.
Ad oggi sono presenti diverse associazioni sportive e culturali che sono impegnate nella valorizzazione di tutto il territorio, comprendente l'intera riserva del Pino d'Aleppo, con visite ed escursioni organizzate.

## Ittiofauna
In base ad una ricerca effettuata nel 2006 nel bacino fluviale è presente la sola specie alloctona Gambusia Holbrooki